# Ype Koopmans
Ype Koopmans (1955) is een Nederlands kunsthistoricus, hoogleraar en museumdirecteur.

## Loopbaan
Koopmans studeerde kunstgeschiedenis en museologie aan de Universiteit Leiden (1977-1984). Hij promoveerde in 1997 cum laude bij Carel Blotkamp aan de Vrije Universiteit Amsterdam. Zijn tweedelig proefschrift Muurvast & gebeiteld gaat over de beeldhouwkunst in de bouw in Nederland in de periode 1840-1940. Hij ontving hiervoor de dissertatieprijs van de stichting Praemium Erasmianum.
Koopmans was redacteur (1989-2002) van het tijdschrift Jong Holland en publiceerde meerdere artikelen en boeken.
Hij werkte als curator (1994-2012) bij het Museum voor Moderne Kunst Arnhem. Sinds 2014 is hij artistiek directeur van het museum MORE in Gorssel. Hij is daarnaast hoogleraar kunstgeschiedenis aan de Open Universiteit. Koopmans is gespecialiseerd in de Nederlandse kunst van het interbellum. 

## Publicaties (selectie)
- 1994: Muurvast & gebeiteld. Beeldhouwkunst in de bouw 1840-1940/Fixed & Chiselled. Sculpture in Architecture (deel I), tent.cat. Rotterdam: NAi Uitgevers. ISBN 9072469674.
- 1994: H.A. van den Eijnde 1869-1939. Assen: Drents Museum. ISBN 9070884631.
- 1997: Muurvast & gebeiteld. Beeldhouwkunst in de bouw 1840-1940 (deel II). Rotterdam: NAi Uitgevers. ISBN 9056620762.
- 2004: ASB : architectuur, schilderkunst, beeldhouwkunst : nieuwe beelding en nieuwe zakelijkheid 1926-1930, tentoonstellingscatalogus Museum voor Moderne Kunst, Arnhem. ISBN 9789072861405.
- 2006: John Rädecker : de droom van het levende beeld. Zwolle: Waanders Uitgevers. ISBN 9040082618.